# Енишехир (Мерсин)
Енишехир (тур. Yenişehir) — район в провинции Мерсин (Турция), в настоящее время — часть города Мерсин. Название района переводится как «новый город» от тур. yeni — новый, şehır — город.